# Federazione mondiale della gioventù democratica
La Federazione mondiale della gioventù democratica (FMGD, in inglese World Federation of Democratic Youth, WFDY) è un'organizzazione giovanile di sinistra, riconosciuta dall'Organizzazione delle Nazioni Unite come un'organizzazione non governativa giovanile internazionale. La FMGD, che si autodefinisce "anti-imperialista, di sinistra", è genericamente considerata l'erede della Gioventù Comunista Internazionale. La sede centrale dell'organizzazione è a Budapest in Ungheria.

## Storia

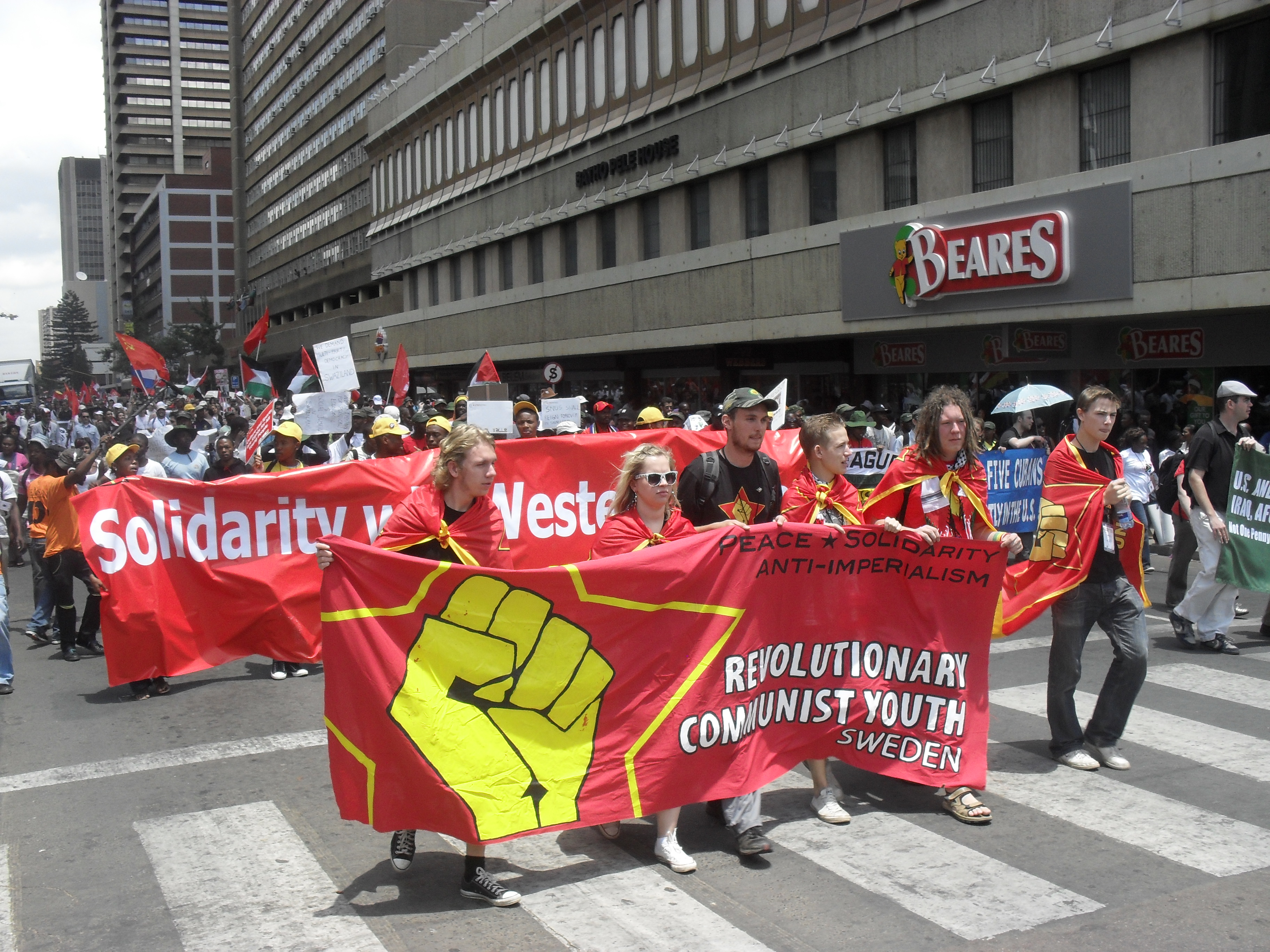
La Marcia finale del diciassettesimo Festival Mondiale della Gioventù e degli Studenti a Pretoria, Sudafrica

La WFDY è stata fondata a Londra nel 1945. Venne creata sulla base di un largo movimento giovanile internazionale, organizzato nel contesto della fine della seconda guerra mondiale di cui facevano parte le gioventù dei paesi alleati e dei movimenti di liberazione nazionale che avevano combattuto contro il fascismo. La FMGD fu fondata ufficialmente il 10 novembre del 1945 a Londra, il giorno dopo la fondazione dell'Organizzazione delle Nazioni Unite e nel medesimo periodo in cui venivano fondate la Federazione sindacale mondiale, la Federazione Mondiale delle donne e l'Unione Internazionale degli Studenti. A tale conferenza partecipò per l'Italia il Fronte della gioventù per l'indipendenza nazionale e per la libertà quale organizzazione unitaria della gioventù antifascista, tra i delegati vi era il comunista Gian Carlo Pajetta. In questa occasione furono eletti come presidente, il comunista francese Guy De Boisson e come segretario generale il sovietico Alexander Shelepin membro del Komsomol. Nel 1948 e nel 1949 si tennero le prime edizioni del Festival Mondiale della Gioventù e degli Studenti rispettivamente a Praga e Budapest. Il crescente peso delle organizzazioni comuniste e socialiste, intimorì i settori occidentali, e con l'inizio della Guerra fredda, quasi tutte le organizzazioni filo-occidentali fuoriuscirono dalla Federazione a causa della sua vicinanza ai partiti comunisti e socialisti filo-sovietici. Ciò non impedì alla FMGD di crescere ed ingrandirsi anche attraverso l'ingresso al suo interno della Lega della Gioventù Comunista Cinese in seguito alla vittoria della rivoluzione di Mao Zedong. In questi anni la FMGD si caratterizza per la sua lotta contro le armi atomiche, e per il sostegno ai movimenti anticolonialisti e antimperialisti.
Nel 1950 fu eletto presidente della FMGD il giovane comunista Enrico Berlinguer già segretario nazionale della Federazione Giovanile Comunista Italiana. La solidarietà con i movimenti rivoluzionari del Vietnam e la lotta contro il colonialismo, fecero della FMGD oggetto di avversione da parte dei governi occidentali. Nel 1951 il governo francese, a seguito della visita del presidente statunitense Dwight Eisenhower, dichiarò illegali le attività della FMGD, della FSM e delle altre organizzazioni internazionali sul suolo francese, costringendo la FMGD a trasferire la sua sede da Parigi a Budapest dove tuttora ha il suo Quartier generale. Sempre nel 1951 si svolse la terza edizione del Festival Mondiale della Gioventù e degli Studenti a Berlino Est, che si rivelò un grande successo sotto la direzione della gioventù della Repubblica Democratica Tedesca che aveva come segretario l'allora giovane Erich Honecker. A seguire la cronaca del festival il giornale L'Unità inviò Italo Calvino. Dall'Italia parteciparono 2.000 giovani, tra cui intellettuali, artisti, sportivi, musicisti. Al ritorno in Italia le autorità nazionali ritirarono a Berlinguer il passaporto per una presunta affermazione contro il ministro dell'interno Scelba ed il governo italiano, che aveva riportato il giornale Il Tempo.
Quando l'Unione Sovietica e il blocco orientale collassarono, la WFDY entrò in crisi, infatti a causa del vuoto lasciato dalla sparizione del più importante membro dell'organizzazione, il Komsomol sovietico, emergono dei conflitti sul carattere ideologico della Federazione; alcuni vogliono una struttura più apolitica, mentre altri sono più inclini ad una federazione apertamente di sinistra.
WFDY è comunque riuscita a sopravvivere alle crisi del 1989-1992, ed oggi è un'organizzazione giovanile internazionale attiva che organizza regolarmente svariate attività.

## Attività
La Federazione fu una delle organizzazioni di sostegno del Blocco orientale. Molti analisti sottolineano come le sue attività e prese di posizione fossero ascrivibili alle cosiddette misure attive dirette dal KGB sottolineando come Aleksandr Šelepin fu coinvolto con il movimento giovanile fino alla nomina a capo del KGB nel 1958.

### Festival Mondiale della Gioventù e degli Studenti
Il principale evento curato dalla WFDY è il Festival Mondiale della Gioventù e degli Studenti (WFYS), organizzato congiuntamente con l'Unione internazionale degli studenti.
| Edizione | Anno | Ospitante                                   | Partecipanti | Nazioni coinvolte | Motto |
| -------- | ---- | ------------------------------------------- | ------------ | ----------------- | --- |
| 1        | 1947 | Praga, Cecoslovacchia                       | 17 000       | 71                | "Youth Unite, Forward for Lasting Peace!"                                                                               |
| 2        | 1949 | Budapest, Ungheria                          | 20 000       | 82                | "Youth Unite, Forward for Lasting Peace, Democracy, National Independence and a better future for the people"           |
| 3        | 1951 | Berlino Est, Repubblica Democratica Tedesca | 26 000       | 104               | "For Peace and Friendship – Against Nuclear Weapons"                                                                    |
| 4        | 1953 | Bucarest, Romania                           | 30 000       | 111               | "No! Our generation will not serve death and destruction!."                                                             |
| 5        | 1955 | Varsavia, Polonia                           | 30 000       | 114               | "For Peace and Friendship – Against the Aggressive Imperialist Pacts"                                                   |
| 6        | 1957 | Mosca, Unione Sovietica                     | 34 000       | 131               | "For Peace and Friendship"                                                                                              |
| 7        | 1959 | Vienna, Austria                             | 18 000       | 112               | "For Peace and Friendship and Peaceful Coexistence"                                                                     |
| 8        | 1962 | Helsinki, Finlandia                         | 18 000       | 137               | "For Peace and Friendship"                                                                                              |
| 9        | 1968 | Sofia, Bulgaria                             | 20 000       | 138               | "For Solidarity, Peace and Friendship"                                                                                  |
| 10       | 1973 | Berlino Est, Repubblica Democratica Tedesca | 25 600       | 140               | "For Anti-Imperialist Solidarity, Peace and Friendship"                                                                 |
| 11       | 1978 | L'Avana, Cuba                               | 18 500       | 145               | "For Anti-Imperialist Solidarity, Peace and Friendship"                                                                 |
| 12       | 1985 | Mosca, Unione Sovietica                     | 26 000       | 157               | "For Anti-Imperialist Solidarity, Peace and Friendship"                                                                 |
| 13       | 1989 | Pyongyang, Corea del Nord                   | 22 000       | 177               | "For Anti-Imperialist Solidarity, Peace and Friendship"                                                                 |
| 14       | 1997 | L'Avana, Cuba                               | 12 325       | 136               | "For Anti-Imperialist Solidarity, Peace and Friendship"                                                                 |
| 15       | 2001 | Algeri, Algeria                             | 6 500        | 110               | "Let's Globalize the Struggle For Peace, Solidarity, Development, Against Imperialism"                                  |
| 16       | 2005 | Caracas, Venezuela                          | 25 000       | 144               | "For Peace and Solidarity, We Struggle Against Imperialism and War"                                                     |
| 17       | 2010 | Pretoria, Repubblica Sudafricana            | 15 500       | 126               | "Let's Defeat Imperialism, for a World of Peace, Solidarity and Social Transformation!"                                 |
| 18       | 2013 | Quito, Ecuador                              | 8 500        | 80                | "Youth Unite Against Imperialism, for a World of Peace, Solidarity and Social Transformation!"                          |
| 19       | 2017 | Soči, Russia                                | 30 214       | 185               | "For Peace, Solidarity and Social Justice, we Struggle against Imperialism - Honoring our past, we build the future!!!" |

## Membri
Le sezioni giovanili aderenti sono organizzate in cinque Commissioni regionali: "Africa", "Asia e Pacifico", "Europa e Nord America", "America Latina e Caraibi", "Medio Oriente".

### Africa
| Stato                            | Organizzazione | Partito                                                                                     |
| -------------------------------- | --- | ------------------------------------------------------------------------------------------- |
| Angola                           | Gioventù del movimento popolare di libertà dell'Angola                                                                      | Movimento Popolare di Liberazione dell'Angola                                               |
| Eritrea                          | Unione nazionale della gioventù e degli studenti eritrei                                                                    |                                                                                             |
| Etiopia                          | Lega giovanile etiope |                                                                                             |
| Ghana                            | Lega democratica giovanile del Ghana Comando Lega africana                                                                  |                                                                                             |
| Mozambico                        | Organizzazione Giovanile Mozambicana                                                                                        | Fronte di Liberazione del Mozambico                                                         |
| Namibia                          | Lega Giovanile Partito SWAPO                                                                                                | Organizzazione del Popolo dell'Africa del Sud-Ovest                                         |
| Repubblica Democratica del Congo | Lega giovanile PPRD | Partito del Popolo per la Ricostruzione e la Democrazia                                     |
| Senegal                          | Movimento della Gioventù democratica Lega giovanile del partito dell'indipendenza e del lavoro                              | Lega/Movimento democratica per il Partito del lavoro Partito dell'indipendenza e del lavoro |
| Sudafrica                        | Lega giovanile del congresso nazionale africano Congresso Sudafricano degli Studenti Lega comunista giovanile del Sudafrica | Congresso Nazionale Africano Partito Comunista Sudafricano                                  |
| Sudan                            | Unione della gioventù Sudanese                                                                                              | Partito Comunista Sudanese                                                                  |
| Tanzania                         | Umoja Wa Vijana |                                                                                             |
| Sahara Occidentale               | Unione Giovanile Saharawi                                                                                                   |                                                                                             |
| Zambia                           | Lega giovanile del Partito unito dell'Indipendenza Nazionale                                                                |                                                                                             |
| Zimbabwe                         | Lega Giovanile di ZANU-PF                                                                                                   |                                                                                             |

### America Latina e Caraibi
| Stato       | Organizzazione                                                   | Partito                                             |
| ----------- | ---------------------------------------------------------------- | --------------------------------------------------- |
| Argentina   | Federazione giovanile comunista (Argentina)                      | Partito Comunista dell'Argentina                    |
| Barbados    | Lega della gioventù progressista (Barbados)                      |                                                     |
| Bolivia     | Gioventù Comunista di Bolivia                                    | Partito Comunista di Bolivia                        |
| Brasile     | Unione della Gioventù Comunista                                  | Partito Comunista Brasiliano                        |
| Brasile     | Unione della Gioventù Socialista (Brasile)                       | Partito Comunista del Brasile                       |
| Brasile     | Gioventù Comunista Brasiliana                                    | Partito Socialista Brasiliano                       |
| Brasile     | Gioventù Rivoluzionaria dell'8 Ottobre                           | Movimento Rivoluzionario dell'8 Ottobre             |
| Brasile     | Gioventù del PDT                                                 | Partito Democratico Laburista                       |
| Brasile     | Gioventù del PMDB                                                | Partito del Movimento Democratico Brasiliano        |
| Brasile     | Gioventù Comunista Avanzata (Brasile)                            | Polo Comunista Luiz Carlos Prestes                  |
| Cile        | Juventudes Comunistas de Chile                                   | Partito Comunista del Cile                          |
| Colombia    | Gioventù Comunista di Colombia                                   | Partito Comunista Colombiano                        |
| Cuba        | Unione dei Giovani Comunisti (Cuba)                              | Partito Comunista di Cuba                           |
| Ecuador     | Federazione Studenti Universitari (Ecuador)                      |                                                     |
| Ecuador     | Gioventù Socialista Ecuadoriana                                  | Partito Socialista Ecuadoriano                      |
| El Salvador | Gioventù del Fronte Farabundo Martì per la liberazione nazionale | Fronte Farabundo Martí per la Liberazione Nazionale |
| Grenada     | Movimento Giovanile Maurice Bishop                               |                                                     |
| Guatemala   | Gioventù UNRG                                                    | Unità Nazionale Rivoluzionaria Guatamelana          |
| Guyana      | Movimento Gioventù e Studenti Guyana                             |                                                     |
| Guyana      | Movimento Giovanile Walter Rodney                                |                                                     |
| Messico     | Gioventù Popolare Socialista (Messico)                           | Partito Popolare Socialista (Messico)               |
| Nicaragua   | Gioventù Sandinista                                              | Fronte Sandinista di Liberazione Nazionale          |
| Paraguay    | Casa della Gioventù del Paraguay                                 |                                                     |
| Perù        | Gioventù Comunista Peruviana                                     | Partito Comunista Peruviano                         |
| Uruguay     | Gioventù del Movimento 26 Marzo                                  | Movimento 26 Marzo                                  |
| Venezuela   | Juventud Comunista de Venezuela                                  | Partito Comunista del Venezuela                     |
| Venezuela   | Gioventù del Partito Socialista Unito del Venezuela              | Partito Socialista Unito del Venezuela              |

### Europa e Nord America
| Stato       |  | Organizzazione                                                       | Partito                                                                     |
| ----------- |  | -------------------------------------------------------------------- | --------------------------------------------------------------------------- |
| Armenia     |  | Lega dei Giovani Comunisti                                           | Partito Comunista Armeno                                                    |
| Austria     |  | Gioventù Comunista d'Austria                                         |                                                                             |
| Azerbaigian |  | Lega dei Giovani Comunisti                                           | Partito Comunista dell'Azerbaigian (1920)                                   |
| Belgio      |  | Comac                                                                | Partito del Lavoro del Belgio                                               |
| Bulgaria    |  | Unione Giovanile Socialista Bulgara                                  |                                                                             |
| Canada      |  | Lega dei Giovani Comunisti del Canada                                |                                                                             |
| Cipro       |  | Organizzazione della Gioventù Democratica Unita                      | Partito Progressista dei Lavoratori                                         |
| Danimarca   |  | Partito Comunista in Danimarca - Gioventù                            |                                                                             |
| Finlandia   |  | Lega della Gioventù Comunista                                        |                                                                             |
| Francia     |  | Movimento Giovani Comunisti di Francia                               | Partito Comunista Francese                                                  |
| Georgia     |  | Lega dei Giovani Comunisti della Georgia                             |                                                                             |
| Germania    |  | Gioventù Socialista Operaia Tedesca                                  | Partito Comunista Tedesco                                                   |
| Germania    |  | Libera Gioventù Tedesca                                              |                                                                             |
| Grecia      |  | Gioventù Comunista di Grecia                                         | Partito Comunista di Grecia                                                 |
| Irlanda     |  | Gioventù del Partito dei Lavoratori                                  | Partito dei Lavoratori (Irlanda)                                            |
| Irlanda     |  | Movimento Giovanile Connolly                                         | Partito Comunista di Irlanda                                                |
| Italia      |  | Fronte della Gioventù Comunista                                      | Fronte Comunista                                                            |
| Italia      |  | Giovani Comunisti/e                                                  | Partito della Rifondazione Comunista - Sinistra Europea                     |
| Norvegia    |  | Giovani Comunisti in Norvegia Lega dei Giovani Comunisti di Norvegia | Partito Comunista di Norvegia                                               |
| Portogallo  |  | Gioventù Comunista Portoghese                                        | Partito Comunista Portoghese                                                |
| Regno Unito |  | Lega dei Giovani Comunisti                                           | Partito Comunista Britannico                                                |
| Regno Unito |  | Giovani Socialisti                                                   | Lega Comunista (Gran Bretagna)                                              |
| Rep. Ceca   |  | Unione della Gioventù Comunista                                      | Partito Comunista di Boemia e Moravia                                       |
| Russia      |  | Lega della Gioventù Comunista Russa                                  |                                                                             |
| Russia      |  | Lega della Gioventù Comunista Rivoluzionaria (bolscevica)            | Partito Comunista Operaio Russo del Partito Comunista dell'Unione Sovietica |
| Russia      |  | Gioventù Comunista Leninista della Federazione Russa                 | Partito Comunista della Federazione Russa                                   |
| Serbia      |  | Lega Giovanile Comunista Jugoslava                                   | Nuovo Partito Comunista di Jugoslavia                                       |
| Slovacchia  |  | Unione Giovanile Socialista                                          | Partito Comunista di Slovacchia                                             |
| Spagna      |  | Collettivi dei Giovani Comunisti                                     | Partito Comunista dei Popoli di Spagna                                      |
| Spagna      |  | Unione delle Gioventù Comuniste di Spagna                            | Partito Comunista di Spagna                                                 |
| Spagna      |  | Gioventù Comunista di Catalogna                                      | Comunisti della Catalogna                                                   |
| Stati Uniti |  | Giovani Socialisti                                                   | Partito Socialista dei Lavoratori (Stati Uniti d'America)                   |
| Stati Uniti |  | Lega della Gioventù Comunista degli Stati Uniti d'America            | Partito Comunista degli Stati Uniti d'America                               |
| Svezia      |  | Gioventù Comunista di Svezia                                         | Partito Comunista di Svezia (1995)                                          |
| Ungheria    |  | Fronte di Sinistra - Alleanza Giovanile Comunista                    | Partito Operaio Ungherese                                                   |

## La FMGD in Italia
Tra le organizzazioni fondatrici della FMGD figura il Fronte della gioventù per l'indipendenza nazionale e per la libertà. In seguito allo scioglimento di questo, per la rottura del fronte antifascista operata dal governo De Gasperi, ad aderire fu l'Alleanza giovanile, organizzazione giovanile unitaria del Partito Comunista Italiano e del Partito Socialista Italiano. Tale organizzazione ebbe però breve durata sostituita successivamente dalla FGCI, ricostituita nel 1949 e dalla FGS. Per anni fu proprio la FGCI ad esercitare un ruolo di fondamentale importanza nella FMGD. Nel 1950 fu eletto come Presidente Enrico Berlinguer mentre il partigiano Francesco Moranino rivestì il ruolo di segretario. Molti altri dirigenti comunisti parteciparono agli organismi direttivi della FMGD tra cui Teresa Musu.
Tra le personalità che da giovani presero parte ai Festival della gioventù vi sono Luciana Castellina per i giovani comunisti e Giacomo Princigalli per i giovani socialisti. Quest'ultimo come riportato dal giornale organo del partito comunista rumeno Scînteia, fu il rappresentante italiano del comitato internazionale che si riunì a Bucarest nel 1956 per organizzare l'ottava edizione del festival mondiale della gioventù che si terrà nel 1957 a Mosca (in "Lucrarile Comitetului International de pregatire a festivalululi" in Scînteia17 agosto 1956). La FGCI ebbe la presidenza della FMGD per 28 anni, fino a quando nel 1978 gli italiani decisero di favorire una rotazione degli incarichi, lasciando il posto alla Gioventù Comunista cilena. La scelta celava anche differenze di vedute tra i giovani comunisti italiani e le gioventù dei paesi dell'Est, negli anni in cui si consumava lo strappo berlingueriano del PCI con l'URSS.  In seguito aderì, anche se solo temporaneamente, la Sinistra Giovanile. Attualmente aderiscono i/le Giovani Comunisti/e, fin dalla loro fondazione nel 1995, e il Fronte della Gioventù Comunista a partire dal 2015.